# Фатьяново (Тверская область)
Фатьяново — деревня в Старицком районе Тверской области, входит в состав сельского поселения «Станция Старица». 

## География
Деревня расположена на берегу реки Серговка в 30 км на юг от центра поселения станции Старица и в 23 км на юго-запад от райцентра города Старица. 

## История
В 1766 году в селе Сергино близ деревни местным помещиком Алексеем Петровичем Измайловым была построена деревянная Спасская церковь с 2 престолами. Каменный храм во имя Спаса Нерукотворного был построен 1897 году. Церковь имела два придела: правый - во имя Николая Чудотворца и левый - Покрова Пресвятой Богородицы. Живопись иконостаса выполнил художник Шишкин.
В конце XIX — начале XX века деревня вместе с селом Сергино входила в состав Иружской волости Зубцовского уезда Тверской губернии. 
С 1929 года деревня входила в состав Мартьяновского сельсовета Старицком районе Ржевского округа Западной области, с 1935 года — в составе Калининской области, с 1994 года — в составе Мартьяновского сельского округа, с 2005 года — в составе Корениченского сельского поселения, с 2012 года — в составе сельского поселения «Станция Старица». 

## Население
| 1859 | 2002 | 2008 | 2010 |
| ---- | ---- | ---- | ---- |
| 161  | ↘2   | →2   | ↘0   |

## Достопримечательности
В деревне расположена недействующая Церковь Спаса Нерукотворного Образа (1897).